# Cappelli (cognome)
Cappelli è un cognome di lingua italiana.

## Varianti
Capei, Capellari, Capelletti, Capelli, Capellini, Capello, Cappa, Cappella, Cappellacci, Cappellaccio, Cappellari, Cappellaro, Cappellazzi, Cappellazzo, Cappeller, Cappelleri, Cappelletti, Cappelletto, Cappellin, Cappellini, Cappellino, Cappello, Cappellone, Cappelloni, Cappelluti, Cappiello, Cappilli, Cappillo, Cappuccilli, Cappuccio.

## Origine e diffusione
Cognome tipicamente panitaliano, è presente prevalentemente al Nord.
Potrebbe derivare da un soprannome anatomico (capo, capello, cappello) o dal mestiere del capostipite, possibile mercante di cappelli.
La variante Capelli è diffusa in Italia settentrionale; Cappello e Capello sono centro-meridionali; Cappiello è campano; Cappilli è salentino; Cappellin e Cappelluti compaiono in Veneto e Friuli-Venezia Giulia; Cappuccio è meridionale; Cappella è centro-settentrionale.

## Persone
- Emidio Cappelli (1806-1868) – letterato, poeta e politico italiano
- Fabio Cappelli (1964) – giornalista italiano
- Francesco Cappelli (1943) – ex calciatore italiano